# Gregg Tafralis
Gregory Louis Tafralis (ur. 9 kwietnia 1958 w San Francisco, zm. 11 sierpnia 2023) – amerykański lekkoatleta, specjalizujący się w pchnięciu kulą.

## Biografia
Tafralis wziął udział w Letnich Igrzyskach Olimpijskich 1988 (zajmując 9. miejsce), a także Mistrzostwach Świata w Lekkoatletyce 1987 (7. miejsce w kwalifikacjach), Światowych Igrzyskach Halowych w Lekkoatletyce 1985 (8. miejsce) oraz Halowych Mistrzostwach Świata w Lekkoatletyce 1987 (4. miejsce). Zdobył dwa srebrne medale na Igrzyskach Panamerykańskich, najpierw w 1987, a następnie w 1995 roku.
Drugi z medali został mu odebrany po tym, jak został zawieszony na 4 lata z powodu pozytywnego wyniku testu na obecność sterydów anabolicznych na zawodach w Sassnitz. Po wygaśnięciu jego zawieszenia, w 1999 roku Tafralis uzyskał pozytywny wynik testu na obecność niedozwolonej substancji metandienonu i został dożywotnio zdyskwalifikowany. 
Rekord życiowy: 21,98 m (13 czerwca 1992, Los Gatos, 1. miejsce na listach światowych).